# Gilliam (Missouri)
Gilliam és una població dels Estats Units a l'estat de Missouri. Segons el cens del 2000 tenia 229 habitants.

## Demografia
Segons el cens del 2000, Gilliam tenia 229 habitants, 103 habitatges, i 55 famílies. La densitat de població era de 353,7 habitants per km².
Dels 103 habitatges en un 26,2% hi vivien nens de menys de 18 anys, en un 36,9% hi vivien parelles casades, en un 13,6% dones solteres, i en un 46,6% no eren unitats familiars. En el 40,8% dels habitatges hi vivien persones soles el 23,3% de les quals corresponia a persones de 65 anys o més que vivien soles. El nombre mitjà de persones vivint en cada habitatge era de 2,22 i el nombre mitjà de persones que vivien en cada família era de 3,05.
Per edats la població es repartia de la següent manera: un 26,6% tenia menys de 18 anys, un 5,7% entre 18 i 24, un 26,6% entre 25 i 44, un 17,5% de 45 a 60 i un 23,6% 65 anys o més.
L'edat mediana era de 40 anys. Per cada 100 dones de 18 o més anys hi havia 86,7 homes.
La renda mediana per habitatge era de 27.813 $ i la renda mediana per família de 31.250 $. Els homes tenien una renda mediana de 25.938 $ mentre que les dones 13.864 $. La renda per capita de la població era de 12.120 $. Entorn del 16,7% de les famílies i el 17,3% de la població estaven per davall del llindar de pobresa.

## Poblacions més properes
El següent diagrama mostra les poblacions més properes.